# Березовий Гай (Корюківський район)
Березова Ро́ща — село в Україні, у Холминській селищній громаді Корюківського району Чернігівської області. Населення становить 43 осіб. До 2016 орган місцевого самоврядування — Радомська сільська рада.

## Історія
12 червня 2020 року, відповідно до розпорядження Кабінету Міністрів України № 730-р «Про визначення адміністративних центрів та затвердження територій територіальних громад Чернігівської області», увійшло до складу Холминської селищної громади.
19 липня 2020 року, в результаті адміністративно-територіальної реформи та ліквідації Семенівського району, увійшло до складу новоутвореного Корюківського району Чернігівської області.
У червні 2023 року Національна комісія зі стандартів державної мови рекомендувала змінити назву населеному пункту, оскільки його назва може не відповідати лексичним нормам української мови, зокрема стосуватися російської імперської політики (російської колоніальної політики).